# Thomasomys silvestris
Thomasomys silvestris is een zoogdier uit de familie van de Cricetidae. De wetenschappelijke naam van de soort werd voor het eerst geldig gepubliceerd door Anthony in 1924.

## Voorkomen
De soort komt voor in Ecuador.